# سیارک ۱۹۶۶۲
سیارک ۱۹۶۶۲ (به انگلیسی: 19662 Stunzi، نامگذاری:1999RG132) نوزده هزار و ششصد و شصت و دومین سیارک کشف شده‌است که در ۹ سپتامبر ۱۹۹۹ کشف شد.
قدر مطلق سیارک برابر ۱۷.۰ است.